# Usine à gaz de Strasbourg
L'usine à gaz de Strasbourg était une usine à gaz située dans le quartier des Halles, à l'époque appelé quartier du Marais-Vert ou des Faubourgs de Saverne et de Pierre, dont la production servait de gaz d'éclairage pour le premier éclairage public de la ville.

## Historique
L'usine est entièrement détruite lors du bombardement de Strasbourg de 1870.

Au début du XXe siècle, Kehl dépendait de cette usine entièrement reconstruite à la suite de sa destruction.
Le siège social de Gaz de Strasbourg est construit en 1933 à l'emplacement de l'ancienne usine.